# Cyclocardia novangliae
Cyclocardia novangliae is een tweekleppigensoort uit de familie van de Carditidae. De wetenschappelijke naam van de soort is voor het eerst geldig gepubliceerd in 1869 door E. S. Morse.